# Pittsburg (Nuevo Hampshire)
Pittsburg es un pueblo ubicado en el condado de Coös en el estado estadounidense de Nuevo Hampshire. En el Censo de 2010 tenía una población de 869 habitantes y una densidad poblacional de 1,15 personas por km².

## Geografía
Pittsburg se encuentra ubicado en las coordenadas 45°8′43″N 71°15′18″O / 45.14528, -71.25500. Según la Oficina del Censo de los Estados Unidos, Pittsburg tiene una superficie total de 754.14 km², de la cual 728.74 km² corresponden a tierra firme y (3.37%) 25.4 km² es agua.

## Demografía
Según el censo de 2010, había 869 personas residiendo en Pittsburg. La densidad de población era de 1,15 hab./km². De los 869 habitantes, Pittsburg estaba compuesto por el 98.62% blancos, el 0% eran afroamericanos, el 0% eran amerindios, el 0.12% eran asiáticos, el 0% eran isleños del Pacífico, el 0.12% eran de otras razas y el 1.15% pertenecían a dos o más razas. Del total de la población el 0.58% eran hispanos o latinos de cualquier raza.